# Inmigración ucraniana en Uruguay
La inmigración ucraniana en Uruguay es el movimiento migratorio de ciudadanos provenientes de Ucrania hacia territorio uruguayo.

## Historia
La inmigración regular de ucranianos a Uruguay comenzó tras la Primera Guerra Mundial. En la década de 1920 comenzaron a llegar ucranianos principalmente desde Volinia, Polesia, Bucovina y los pueblos del este de Galitzia, como el óblast de Transcarpacia. No obstante, desde 1913, en la localidad de San Javier ya había presencia de ucranianos étnicos.
La mayoría de los ucranianos llegados a Uruguay se asentaron en el barrio Villa del Cerro de Montevideo, aunque también se formaron comunidades en los departamentos de San José, Salto, Río Negro y Paysandú, especialmente en zonas rurales. En 1934 se fundó la Sociedad Prosvita como una filial de la central en Buenos Aires. Se estima que en 1940 residían en Uruguay aproximadamente diez mil ucranianos.
Durante la existencia de la Unión Soviética, las comunidades ucraniana y rusa se encontraban en estrecha vinculación, por medio de sociedades y asociaciones culturales en común. En 1949 se fundó legalmente el Centro Cultural Máximo Gorki, que estableció un coro, una orquesta, una ala juvenil y una biblioteca con publicaciones en ucraniano, ruso y bielorruso. En la década de 1950, la comunidad comenzó a decrecer por motivo de emigración, principalmente a la URSS, en el marco de la campaña de retorno llevada a cabo por las autoridades soviéticas.